# Municipio de Oxelösund
Oxelösund (en sueco: Oxelösunds kommun) es un municipio en la provincia de Södermanland, al sureste de Suecia. Su sede se encuentra en la ciudad de Oxelösund. En 1950 se disolvió el municipio rural de Nikolai y una parte formó la entonces ciudad de Oxelösund, una de las últimas ciudades creadas de Suecia, el resto de Nikolai se incorporó a la vecina ciudad de Nyköping. En 1971 la ciudad se convirtió en un municipio unitario sin la adición de territorio, y es con sus 35,75 kilómetros cuadrados, uno de los municipios más pequeños de Suecia.

## Geografía
Cubre una península en el mar Báltico y limita por tierra solo con el municipio de Nyköping.

## Localidades
Hay dos áreas urbanas (tätort) en el municipio:
| # | Tätort    | Población |
| - | --------- | --------- |
| 1 | Oxelösund | 11 488    |
| 2 | Inskogen  | 223       |

## Ciudades hermanas
Oxelösund es miembro de Douzelage, una asociación única de hermanamiento de ciudades en la Unión Europea. Este hermanamiento activo comenzó en 1991 y hay eventos regulares, como mercados de productos de cada uno de los otros países y festivales. A partir de 2019, sus miembros son:
| - Agrós, Chipre - Altea, España - Asikkala, Finlandia - Bad Kötzting, Alemania - Bellagio, Italia - Bundoran, Irlanda - Chojna, Polonia - Granville, Francia - Holstebro, Dinamarca | - Houffalize, Bélgica - Judenburg, Austria - Kőszeg, Hungría - Marsaskala, Malta - Meerssen, Países Bajos - Niederanven, Luxemburgo - Préveza, Grecia - Rokiškis, Lituania - Rovinj, Croacia | - Sesimbra, Portugal - Sherborne, Reino Unido - Sigulda, Letonia - Siret, Rumania - Škofja Loka, Eslovenia - Sušice, República Checa - Tryavna, Bulgaria - Türi, Estonia - Zvolen, Eslovaquia |